# Johann Ludwig Neugeboren
Johann Ludwig Neugeboren (Szászsebes, 1806. augusztus 2. – Nagyszeben, 1887. szeptember 20.) erdélyi szász evangélikus lelkész, természettudós.

## Élete
Édesapja Daniel Georg Neugeboren evangélikus püspök, bátyja Karl történész és jogász volt. Tanulmányait a nagyszebeni gimnáziumban és a bécsi protestáns teológiai intézetben végezte. Hazájába visszatérve, 1834-ben a nagyszebeni gimnázium  lektora lett, 1840-ben prédikátorrá léptették elő. 1836-tól fogva a könyvtárnoki tisztséget is betöltötte és a Bruckenthal-múzeum gondviselője volt. 1858-ban az antwerpeni régészeti akadémia tiszteletbeli tagjának választotta. 1862. október 22-én feleki lelkésznek választották. 1861-1865 között a Verein für siebenbürgische Landeskunde egyesületnek helyettes elnöke volt. A bécsi birodalmi geológiai társulatnak is levelező tagja volt.

## Művei
- Lehrbuch der Naturgeschichte als Leitfaden bei Vorlesungen an Gymnasien, mit besonderer Berücksichtigung Siebenbürgens ausgearbeitet. I. Heft. Allgem. Einleitung und Mineralogie. Hermannstadt, 1839.
- Die Gemäldegallerie des freiherrlichen v. Bruckenthalschen Museums in Hermannstadt. Hermannstadt, 1844
- Die vorweltliche Squalidenzähne aus dem Grobkalk bei Portsesd am Altflusse unweit Tolmatsch. Hermannstadt, 1850
- Die Hauptkirche der evangelischen Glaubensgenossen A. C. in Hermannstadt. Eine Festgabe. Hermannstadt, 1855
- Die Foraminiferen aus der Ordnung der Stichostegier von Ober-Lapugy in Siebenbürgen. Mit 5 Tafeln. Wien, 1856